# Felipe Aguirre Franco
Felipe Aguirre Franco (Encarnación de Díaz, 4 de fevereiro de 1934) - sacerdote católico mexicano, arcebispo de Acapulco nos anos 2001-2010.
Ingressou no seminário da Arquidiocese de Guadalajara e foi ordenado sacerdote naquela diocese em 22 de março de 1958. Trabalhou como capelão, professor e prefeito no seminário de Guadalajara. Em 1971 foi nomeado pároco da Paróquia Nossa Senhora de Guadalupe em La Barca. Um ano depois, mudou-se para a diocese de Tuxtla Gutiérrez e foi nomeado pároco da catedral local.
Em 12 de março de 1974, o Papa Paulo VI o nomeou bispo auxiliar da diocese de Tuxtla Gutiérrez com a sé titular de Otriculum. Foi ordenado bispo em 25 de abril daquele ano pelo arcebispo Mario Pio Gaspari. Em 28 de abril de 1988 foi preconizado Ordinário da mesma diocese; Tomou posse em 29 de junho.
Em 30 de junho de 2000 foi nomeado pelo Papa João Paulo II Arcebispo Coadjutor de Acapulco. Tomou posse em 28 de setembro de 2000, e assumiu a função de bispo diocesano em 8 de maio de 2001.
Aposentado em 7 de junho de 2010.